# Barbara Mensing
Barbara Mensing (* 23. September 1960 in Herten), verheiratete Kegelmann, ist eine ehemalige deutsche Bogenschützin.

## Karriere
Mensing begann 1974 mit dem Bogensport. 1991 debütierte sie in der Nationalmannschaft. Bei den Europameisterschaften 1994 in Nymburk gewann Mensing sowohl im Einzel als auch mit der Mannschaft die Silbermedaille. Ein Jahr später wurde sie in Jakarta Einzel-Weltmeisterin. 1996 folgten bei den Halleneuropameisterschaften in Mol Mannschafts-Gold und Bronze im Einzel. Zudem gewann sie bei den Olympischen Sommerspielen 1996 zusammen mit Cornelia Pfohl und Sandra Wagner Silber im Mannschaftswettbewerb. Zwei Jahre später wurde sie erneut Halleneuropameisterin mit der Mannschaft in Oldenburg. 1999 folgte EM-Bronze mit der Mannschaft. Bei ihrer zweiten Olympiateilnahme in Sydney 2000 konnte das Silber-Trio von Atlanta mit Bronze im Mannschaftswettbewerb eine weitere olympische Medaille gewinnen. Für den Gewinn der beiden Olympiamedaillen wurde Mensing zusammen mit ihren Mannschaftskollegin der deutschen Bogenmannschaft mit dem Silbernen Lorbeerblatt ausgezeichnet. 
Die beste Platzierung in der Weltrangliste erreichte sie 1997 mit dem vierten Platz.
Mensing arbeitet als Personalsachbearbeiterin. Sie ist verheiratet und hat einen Sohn.

## Erfolge
- mehrfache Deutsche Meisterin (FITA und Halle)
- Deutscher Rekord über 30 m (353 Ringe mit 36 Pfeilen) und über 50 m (337 Ringe mit 36 Pfeilen)
- Mannschaftseuropameisterin in der Halle 1996, dazu ein dritter Platz im Einzel, sowie ein dritter Platz mit der Mannschaft 1998
- 3 Grand Prix-Siege (1994, 1997, 1998), zudem einmal Zweite (1995) und zweimal Dritte (1997, 2000)
- 2 mal Gewinn der Grand-Prix-Gesamtwertung (1997, 2000)
- 2 mal Vizeeuropameisterin mit der Mannschaft (1994, 2000) und einmal im Einzel (1994)
- Vizeweltmeisterin im Einzel (1995)
- 2 Olympiamedaillen mit der Mannschaft (Silber 1996, Bronze 2000)